# دسموس
الدِّسْمُوس جنس من النباتات المزهرة في فصيلة الكرنبية. مهدها منطقة البحر الأبيض المتوسط. أزهارها بيضاء اللون تنويرها ربيعي.

## الأنواع
من أنواعه:
- دسموس مصري